# Kudoa clupeidae
Kudoa clupeidae is een microscopische parasiet uit de familie Kudoidae. Kudoa clupeidae werd in 1917 beschreven door Hahn. 